# Jewgeni Leonidowitsch Sawin
Jewgeni Leonidowitsch Sawin (russisch Евгений Леонидович Савин; * 19. April 1984 in Belosersk) ist ein ehemaliger russischer Fußballspieler und heutiger Videoblogger, sowie Gründer einer privaten Fußballmannschaft.

## Vereinskarriere
Der in Belosersk geborene und in Tobolsk aufgewachsene Jewgeni Leonidowitsch Sawin ging im Alter von 12 Jahren zur Jugendabteilung des damaligen Erstligisten Rotor Wolgograd. 2002 wechselte er zu Rjasan-Agrokomplekt in die dritte russische Liga. Nach einer Saison wurde er vom Traditionsverein Lokomotive Moskau verpflichtet, kam dort aber in der zweiten Mannschaft nicht zum Einsatz. Zur neuen Saison wechselte der Stürmer zum Zweitligisten Tom Tomsk und schaffte mit seinem neuen Verein den Aufstieg in die Premjer-Liga. Sawin blieb jedoch zunächst in der zweiten Liga und wechselte zu Anschi Machatschkala, wo er nur von Januar bis August 2005 spielte. Während der laufenden Saison ging er zum Ligakonkurrenten FK Chimki mit jenem er das Finale des nationalen Pokals erreichte. Im Finalspiel unterlag der Verein dem Doublegewinner PFK ZSKA Moskau mit 0:1.
Im Januar 2006 wurde Jewgeni Sawin vom Erstligisten Amkar Perm verpflichtet und konnte mit dem Verein in den folgenden beiden Jahren jeweils die Klasse halten. Danach wurde der Mittelstürmer an den Ligakonkurrenten Krylja Sowetow Samara verkauft, bei dem er bis August 2011 spielte. Dort spielte er unter anderem an der Seite des früheren Bundesligaspielers Jan Koller. Mit Samara spielte er stets im Mittelfeld der Liga ohne dabei nennenswerte Erfolge zu erzielen. Im August 2011 wechselte Sawin dann wieder zu Tom Tomsk, wo er bereits früher gespielt hatte. Der Verein war zu diesem Zeitpunkt auf dem Weg zu einem Negativrekord in der ersten russischen Liga und konnte in zwölf aufeinanderfolgenden Spielen keinen einzigen Treffer erzielen. Daran änderte auch die Verpflichtung von Sawin nichts, der bis zum Jahresende in zehn Ligaspielen kein einziges Tor schoss. Tom Tomsk stieg als Tabellenletzter in die zweite Liga ab.
Von Januar 2012 bis Februar 2013 spielte Sawin für den Zweitligisten Ural Jekaterinburg. Dort konnte er sich aber insbesondere nach der Verpflichtung von Anton Kobjalko nicht mehr durchsetzen und bestritt am 6. August 2012 sein letztes Spiel. Am 27. Februar 2013 wechselte der Stürmer wieder in die dritte Liga zu Arsenal Tula und wusste dort zu überzeugen. Bis zum Saisonende standen elf Tore in ebenso vielen Spielen zu Buche, wodurch Sawin maßgeblich am Aufstieg Tulas in die zweite Liga beteiligt war. Auch die Saison 2013/14 begann für ihn ähnlich erfolgreich wie die vorherige endete. In den ersten neun Saisonspielen erzielte der Stürmer sechs Tore und bereitete zwei weitere vor. Arsenal Tula spielte eine erfolgreiche Saison und war bis zu diesem Zeitpunkt als Aufsteiger ungeschlagen. Im weiteren Saisonverlauf spielte sein Team vermehrt mit einer Spitze und Sawin konnte bei seinen Einsätzen nicht mehr überzeugen. Bereits in der Winterpause entschied er sich für einen Wechsel zum Ligakonkurrenten Lutsch-Energija Wladiwostok. Zunächst mehrere Monate von einer Verletzung zurückgeworfen, kam er bis zum Saisonende auf fünf Einsätze für seinen neuen Verein, davon jedoch keinen über die volle Distanz und auch ohne Torerfolg. Sein Ex-Verein Tula schaffte als Vizemeister den Durchmarsch in die erste russische Liga und Sawin wurde mit neun Saisontoren aus der Hinrunde fünftbester Torschütze der Liga.
In der Saison 2014/15 schloss er sich nach fünf Spieltagen dann im August dem westsibirischen Zweitligaaufsteiger FK Tjumen an, da er bei Wladiwostok nicht mehr im Kader berücksichtigt wurde.
2020 gründete Sawin den Fußballklub FC Krasawa in Odinzowo, welcher seine Heimspiele in der Perwenstwo PFL in Moskau austrägt. Nach dem Russischen Überfall auf die Ukraine 2022 verweigerte er sich dem „obligatorischen Patriotismus“, er erklärte, sein Klub werde keine Z-Symbole auf die Internetseite stellen und niemand werde „Fahnen auf Kommando“ schwenken. Bei Kriegsbeginn war Sawin in Norwegen gewesen und hatte auf seinem Vlog mit ukrainischen Spielern gesprochen. Er galt darum in Russland als Volksfeind und Personen, die den Beitrag auf Social Media geteilt hatten, wurden von der Polizei einvernommen. Der Sport sei in Russland breit vom Staat finanziert und deshalb aufgefordert, Massenveranstaltungen zur Unterstützung des Regimes auszurichten, so Sawin. Sawin verließ Russland und erwog eine Neugründung seines Clubs im Ausland.

## Nationalmannschaft
Im Jahr 2006 schoss er in vier Spielen für die U-21-Auswahl der Russischen Fußballnationalmannschaft drei Tore. 2007 und 2009 wurde er auch zweimal für die erste Auswahl nominiert, kam jedoch nicht zum Einsatz.